# Nagy hollópapagáj
A nagy hollópapagáj (Coracopsis vasa), korábban nagy vázapapagáj, a papagájalakúak (Psittaciformes) rendjén belül a sörtésfejűpapagáj-félék (Psittrichasidae) családjának egyik képviselője.

## Előfordulása
Madagaszkár és a szomszédos Comore-szigetek területén honos. A tengerszint feletti 300-1000 méteres magasságban.

## Alfajai
- Coracopsis vasa comorensis, (Peters, W) 1854
- Coracopsis vasa drouhardi, Lavauden 1929
- Coracopsis vasa vasa, (Shaw) 1812

## Megjelenése
A faj tollruhája egyszerű. A szárnyak alsó része szürkés. A költési időszakban a csőr világos szarúszínű, egyébként meg sötétszürke. A lábak szintén sötétszürkék, az írisz pedig sötétbarna. Testhossza 50 cm.

## Életmódja
Gyümölcsöket, mogyorókat, bogyókat és más magvakat fogyaszt.

## Szaporodása

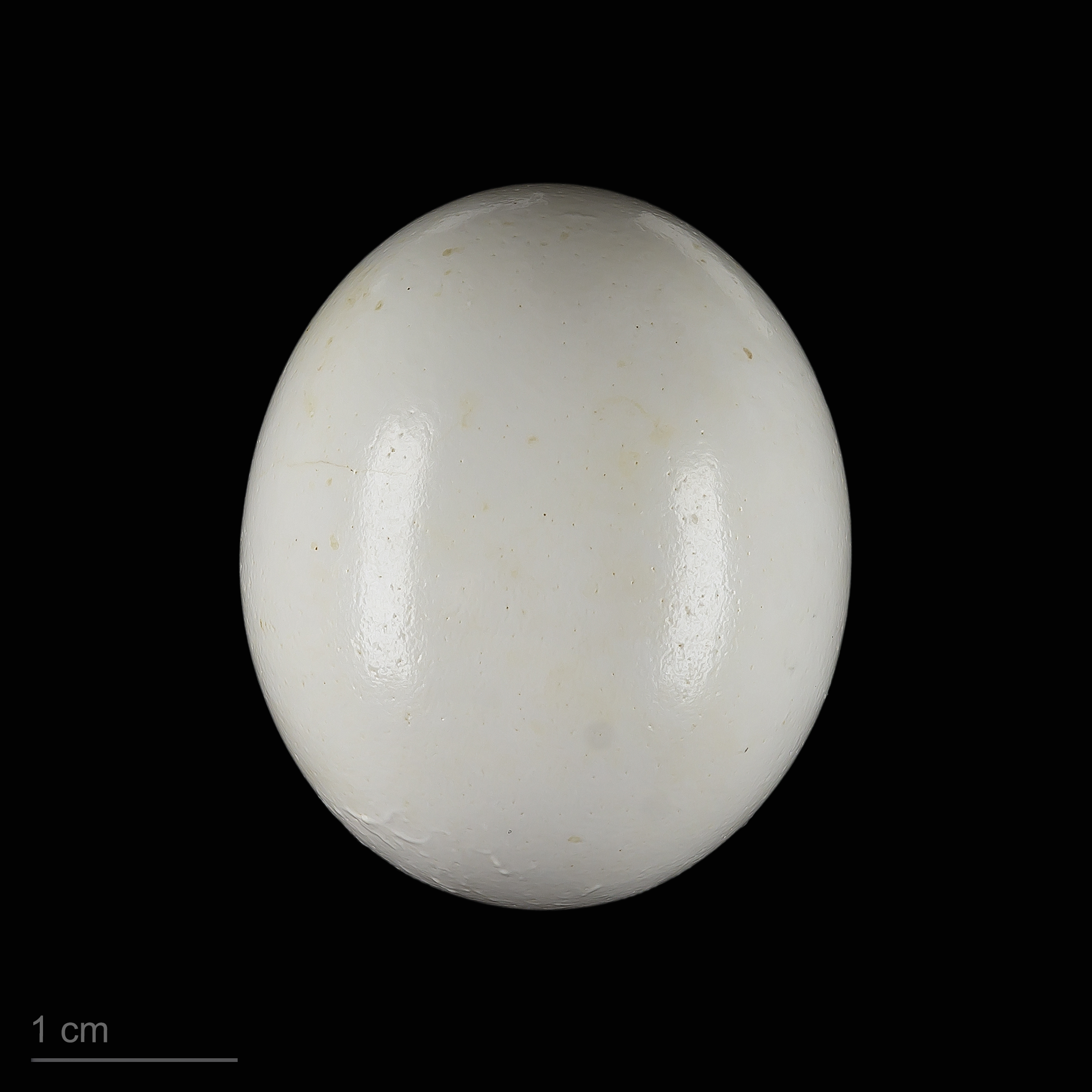
Coracopsis vasa tojása.

Költési időszakon kívül legfeljebb 15 egyedes csoportokban élnek. A költési időszak szeptembertől januárig tart. A tojó a költési időszakban több hímmel is párosodik, rendszerint 2-3-mal. Ezek a hímek a kotláskor és a fiókaneveléskor időszakban is a tojó közelében vannak. A kotlás rendkívül rövidnek számít ennél a fajnál, átlagosan 15 napig kotlanak. A fiókák kirepülése 50 nap múlva történik.